# Jantje Friese
Jantje Friese (Marburgo, 1977) è una sceneggiatrice e produttrice cinematografica tedesca, principalmente nota per aver co-creato le serie Netflix Dark e 1899.

## Carriera
Ha studiato produzione e gestione dei media presso l'Università di Cinema e Televisione di Monaco di Baviera. Dopo la laurea, ha lavorato come produttrice per la Made in Munich Filmproduktion e la Neue Sentimental Film.
Nel 2010 ha prodotto il lungometraggio Das letzte Schweigen scritto e diretto dal suo compagno Baran bo Odar.
Nel 2014 ha co-sceneggiato la pellicola Who Am I - Kein System ist sicher, diretta da Odar. Il film ha raggiunto la vetta delle classifiche cinematografiche tedesche e ha ottenuto due candidature ai Deutscher Filmpreis del 2015 per miglior film e miglior sceneggiatura.
Attraverso questo film, Netflix viene a conoscenza di Friese e Odar e offre ad entrambi di realizzare una serie basata sul film. Invece, nel 2017 Friese e Odar sviluppano insieme Dark, la prima serie originale Netflix in lingua tedesca. Nel 2018 Friese è stata insignita del Premio Adolf Grimme, il premio televisivo più prestigioso della Germania, per aver scritto la prima stagione di Dark. Nel 2019 è stata rilasciata la seconda stagione, mentre la terza e ultima stagione è seguita nel 2020.
Nel 2018 Friese e Odar annunciano l'uscita della loro nuova serie 1899, distribuita su Netflix a partire dal 17 novembre 2022 e successivamente cancellata il 6 gennaio 2023.
Nel febbraio del 2023 il duo conferma una nuova collaborazione con Netflix per l'adattamento dei fumetti fantasy-horror Something Is Killing The Children.

## Filmografia

### Sceneggiatrice

#### Cinema
- Who Am I - Kein System ist sicher (2014)

#### Televisione
- Dark - serie TV, 26 episodi (2017-2020)
- 1899 - serie TV, 8 episodi (2022)

### Produttrice

#### Cinema
- Das letzte Schweigen (2010)

#### Televisione
- Dark - serie TV, 26 episodi (2017-2020)
- 1899 - serie TV, 8 episodi (2022)